# Idaea desertata
Idaea desertata là một loài bướm đêm trong họ Geometridae.